# GE Honda HF120
El GE Honda HF120 es un pequeño motor turbofán para el mercado de reactores ejecutivos ligeros. GE Honda Aero Engines estima una demanda de algo más de doscientas unidades anualmente. 

## Desarrollo
El HF120 es el primer motor turbofán producido por GE Honda Aero Engines. Desarrollado del Honda HF118, el HF120 se sometió a un amplio programa de pruebas, y se produjo la certificación formal a finales de 2008. El motor tiene un fan amplio, con un compresor de dos etapas de baja presión y un compresor de contrarrotación de alta presión basado en una estructura de titanio. Desarrollado del Honda HF118, el motor desarrolla un empuje en despegue de 2.050 lbf. El motor cuando fue desarrollado, pretendía superar los futuros estándares de desarrollo para los motores ejecutivos a reacción. Las mejoras en la eficiencia de combustible y las emisiones reducidas son dos de los resultados del diseño de bajo peso del motor.

## Especificaciones
- tipo= Motor turbofán
- longitud= 111,8 cm
- diámetro= 53,8 cm
- peso= 170 kg
- empuje=despegue: 2.050 lbf